# Cool Hand Luke (musikgrupp)
Cool Hand Luke var ett kristet rockband från USA, signerade på Floodgates Records. De har släppt fyra skivor, So Far..., I Fought Against Myself, Wake Up O Sleeper och senaste släppta albumet The Fires of Life.
Bandet började sin karriär som ett emoband, men har sedan utvecklats till mer pop och till sist indierock.
Alla Cool Hand Lukes texter grundar sig på vad Bibeln säger, vissa låtar är även s.k. lovsång, som bryter den tidigare synen på genren då denna oftast ses som psalmsång eller stora körer. Detta har Cool Hand Luke brutit tack vare den kristna musikgenren CCM, Christian Contemporary Music, som helt enkelt är en musikgenre där rock blir lovsång.

## Bandmedlemmar
- Mark Nicks – sång, trummor, slagverk, piano (1998–2011)
- Chris Susi – gitarr (2004)
- Brandon Morgan – basgitarr (1998–2004)
- Jason Hammil – gitarr (1998–2003)
- Nathan Lee – trummor (2006)
- Philip Smith – trummor (live) (2006–2008)
- Joey Holman – gitarr (2006–2009)

## Diskografi
Studioalbum
- Demo Schmemo (1998)
- I Fought Against Myself (2001)
- Wake Up, O Sleeper (2003)
- The Fires of Life (2004)
- The Sleeping House (2008)

Singlar/EP
- ...So Far (EP) (1999)
- "A Thank You" / "Rest For The Weary" (2002)

Samlingsalbum
- The Balancing Act (2007)

Mark Nicks soloalbum
- Live at The Brown Owl (2010)
- Of Man (2011)